# Мельник Валерій Сергійович
Вале́рій Сергі́йович Ме́льник (нар. 24 січня 1952, с. Червоне Барського району Вінницької області — пом. 10 серпня 2007, Київ) — український науковець, математик, доктор фізико-математичних наук (1991), професор (2000), член-кореспондент НАНУ (2000), віцепрезидент Київського математичного товариства, заступник директора Навчально-наукового комплексу «Інститут прикладного системного аналізу» Національного технічного університету України «Київський політехнічний інститут».

## Життєпис
Валерій Сергійович Мельник народився 24 січня 1952 року в с. Червоне Вінницької області в родині службовців. У 1974 році закінчив Вінницький національний технічний університет (ВПІ). У 1974—1975 рр. призваний до лав Радянської армії.

## Професійна діяльність
- 1974 — закінчив Вінницький національний технічний університет (ВПІ) за спеціальністю радіотехніка[1].
- 1974—1975 — служба у лавах Радянської Армії.
- 1976—1979 — аспірант КПІ за спеціальністю «Теорія систем і теорія керування».
- 1979—1997 — працював в Інституті кібернетики НАН України, на посадах від молодшого наукового співробітника до завідувача відділу.
- 1997—2002 — працював у Київському університеті ім. Т. Г. Шевченка.
- 1988—2006 — викладав у Київському політехнічному інституті.
- 1991 — очолив відділ синтезу керуючих систем Інституту кібернетики НАН України.
- 1996 — завідувач відділу Інституту прикладного системного аналізу МОН та НАН України.
- 1997 — працював в Інституті прикладного системного аналізу.
- 1997—2007 — за сумісництвом працював на механіко-математичному факультеті професором кафедри інтегральних і диференціальних рівнянь Київського університету ім. Т. Шевченка та провідним науковим співробітником Інституту математики НАН України з 2004 р.
- 2002 — очолив створений за його ініціативою Центр тестування та моніторингу знань Інституту моніторингу якості освіти.
- 2003—2007 — заступник директора з наукової роботи Навчального-наукового комплексу «Інститутт прикладного системного аналізу» Міністерства освіти і науки та НАНУ[2].
- 2004—2007 — працював провідним науковим співробітником в Інституті математики НАН України.
- 2006—2007 — віцепрезидент Київського математичного товариства.

## Наукові ступені та вчені звання
1985 — кандидат фізико-математичних наук
1991 — доктор фізико-математичних наук.
1993 — присвоєно вчене звання старшого наукового співробітника зі спеціальності «Математична кібернетика»
2000 — присвоєно вчене звання професора
2000 — присвоєно вчене звання члена-кореспондента Національної академії наук України зі спціальності «Інформатика і теорія систем»
2000 — почесний професор Вінницького державного технічного університету

## Нагороди
2005 — Державна премія України в галузі науки і техніки.

## Наукова діяльність
Валерій Сергійович входив до складу двох спеціалізованих вчених рад з присудження наукових ступенів доктора і кандидата наук (НТУУ КПІ, Інституту математики НАН України), експертної ради з математики ВАК України, був членом Американського математичного товариства, Нью-Йоркської академії наук та членом редколегії журналів: «Проблемы управления и информатики», «Вісник ВДТУ», «Applied Mathematics and Computer Science». Вчений брав участь у міжнародних конгресах і конференціях в Іспанії, Італії, Польщі, Франції, США та інших країнах.
Науковий доробок вченого становить понад 170 наукових праць, з них — 7 монографій з теорії керування, оцінювання та оптимізації систем з розподіленими параметрами, нелінійного аналізу, математичного моделювання, надрукованих у престижних світових наукових журналах. Валерій Сергійович розробив новий підхід до проблеми керування нелінійними розподіленими системами — функціонально-топологічний метод багатозначних максимально допустимих відображень, що дозволило вирішити дві проблеми Ж. Л. Ліонса.
Під його керівництвом підготовлено 16 кандидатів і 4 доктори наук.

## Сфера наукових інтересів
- Методи нелінійного функціонального аналізу, зокрема теорії многозначних відображень і операторних та еволюційних включень у банахових і локально опуклих просторах,
- теорії нелінійних диференціальних рівнянь у частинних похідних;
- теорії мультидинамічних систем та теорії глобальних атракторів для еволюційних рівнянь, включень і варіаційних нерівностей без єдиності розв'язків;
- теорії оптимального керування для об'єктів, що описуються нелінійними граничними задачами для рівнянь в частинних похідних; теорії функціональних просторів тощо.